# Elisa Chimenti
Elisa Chimenti (Napoli, 1883 – Tangeri, 7 settembre 1969) è stata una scrittrice, antropologa ed etnografa italiana.

## Biografia

### L'infanzia e l'inizio dell'attività letteraria
Elisa Chimenti nacque a Napoli nel 1883 da Rosario Ruben Chimenti e Maria Luisa Ruggio Conti.
Quando aveva un anno si trasferì prima a Tunisi e poi in Marocco con i suoi genitori, il fratello Roberto, le sorelle Maria Ester, Maria Giulia e Maria Dina ed il fratellastro Roberto. La sua educazione venne dunque arricchita dall’arabo e dall’ebraico, quest’ultimo insegnatole da un rabbino. Conosceva e parlava correttamente 15 lingue, tra cui il francese, lo spagnolo, il tedesco, il portoghese e il russo ed alcuni dialetti marocchini.
Suo padre Rosario Chimenti era un medico garibaldino. In Marocco divenne medico di corte del sultano Mulay Hasan I. Nonostante la sua posizione da dottore personale del sultano, continuò a recarsi nelle zone più povere, soprattutto la zona del Rif, per curare gli indigenti e fu spesso ospite delle tribù berbere; per potere assistere le donne islamiche (come uomo non poteva curarle) cominciò a portarsi dietro la figlia Elisa che divenne così la sua preziosa collaboratrice. Oltre a fargli da interprete, Elisa poté cominciare a conoscere e apprezzare il folklore marocchino, che decise di trascrivere e tradurre in francese, lavorando contemporaneamente alla traduzione delle poesie ascoltate dalle donne berbere. Da questa esperienza nacque inoltre il suo interesse per le figure femminili presenti nelle culture di tutto il mondo mediterraneo.

### Il matrimonio e la scuola italiana
Nel 1907 morì il padre. Elisa si trasferì quindi in Germania, per continuare la sua formazione; si diplomò in Lettere. A Lipsia pubblicò le sue due prime opere Meine Lieder (1911) e Taitouma (1913).
L'8 agosto 1912 si sposò con Fritz Dombronwski, un polacco naturalizzato tedesco di fede protestante, assumendo con il matrimonio la cittadinanza tedesca. Il marito però era affetto da turbe psichiche, tanto che la notte del matrimonio tentò di strangolarla. Da lui divorziò nel 1924.
Successivamente, si legò sentimentalmente a Si Ahmed Fekhardji, un interprete traduttore algerino. Con lui non si sposò mai, preferendo mantenersi libera ed indipendente.
Nel 1914 fondò con la madre una scuola privata italiana a Tangeri nell'attuale Palazzo delle Istituzioni Italiane. Era una scuola multiculturale multireligiosa, dove venivano ammessi studenti ebrei, islamici e cristiani di ogni censo. Nel 1927 però il governo fascista mandò in questa scuola un direttore italiano che, a causa di un diverbio (lui voleva ammettere solo i ragazzini benestanti cattolici) finì per licenziarla.
Finita la guerra, Elisa chiese alla neonata Repubblica un risarcimento per aver perso la scuola; ottenne 30 000 franchi, cifra che però non venne mai pagata.
Nel 1957 il Presidente della Repubblica Gronchi le conferì la medaglia di Cavaliere al Merito.
Nel 1958 pubblicò il suo libro Al cuore dell'Harem che verrà però tradotto in Italia solo nel 2000.
Morì il 7 settembre 1969, assistita da due fedeli domestiche marocchine.

## Opere
- Meine Lieder, 1911
- Taitouma, 1913
- Eves Marocaines, 1935
- Chants de femmes arabes, 1942
- Légendes marocaines, 1950
- Les petits blancs marocains, 1950-1960
- Al cuore dell'Harem, 1958
- Le sortilège (et autres contes séphardites), 1964
- Tales and Legends of Morocco, 1965